# Reece Howden
Reece Howden (Chilliwack, 12 de julio de 1998) es un deportista canadiense que compite en esquí acrobático. Ganó una medalla de plata en el Campeonato Mundial de Esquí Acrobático de 2023, en la prueba de campo a través por equipo.

## Medallero internacional
| Campeonato Mundial | Campeonato Mundial  | Campeonato Mundial | Campeonato Mundial        |
| Año                | Lugar               | Medalla            | Prueba                    |
| ------------------ | ------------------- | ------------------ | ------------------------- |
| 2023               | Bakuriani (Georgia) | Medalla de plata   | Campo a través por equipo |